# Canta
Canta es un pueblo peruano, capital del distrito y de la provincia homónimas, ubicada en la Sierra del departamento de Lima. Se encuentra en el valle del río Chillón, al noreste de la ciudad de Lima, a una altitud de 2.867 m s. n. m.

## Toponimia

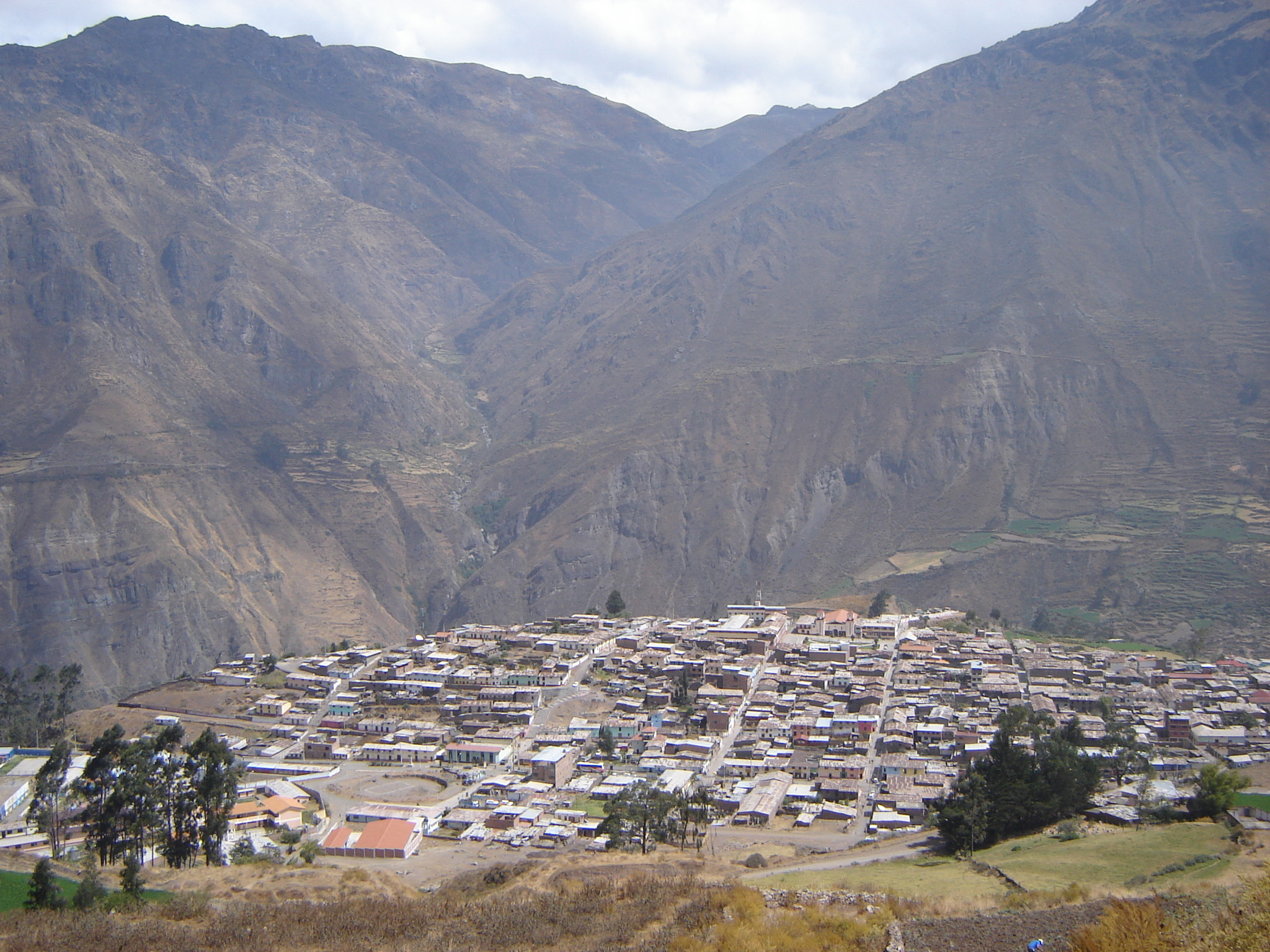
Vista panorámica de Canta.

El término Canta procede del idioma cauqui que hablaron los antiguos pobladores y su significado puede indicarse con estas dos acepciones:
Canta = lazo para atrapar vicuñas.
Canta = ladera, declive.

## Acceso

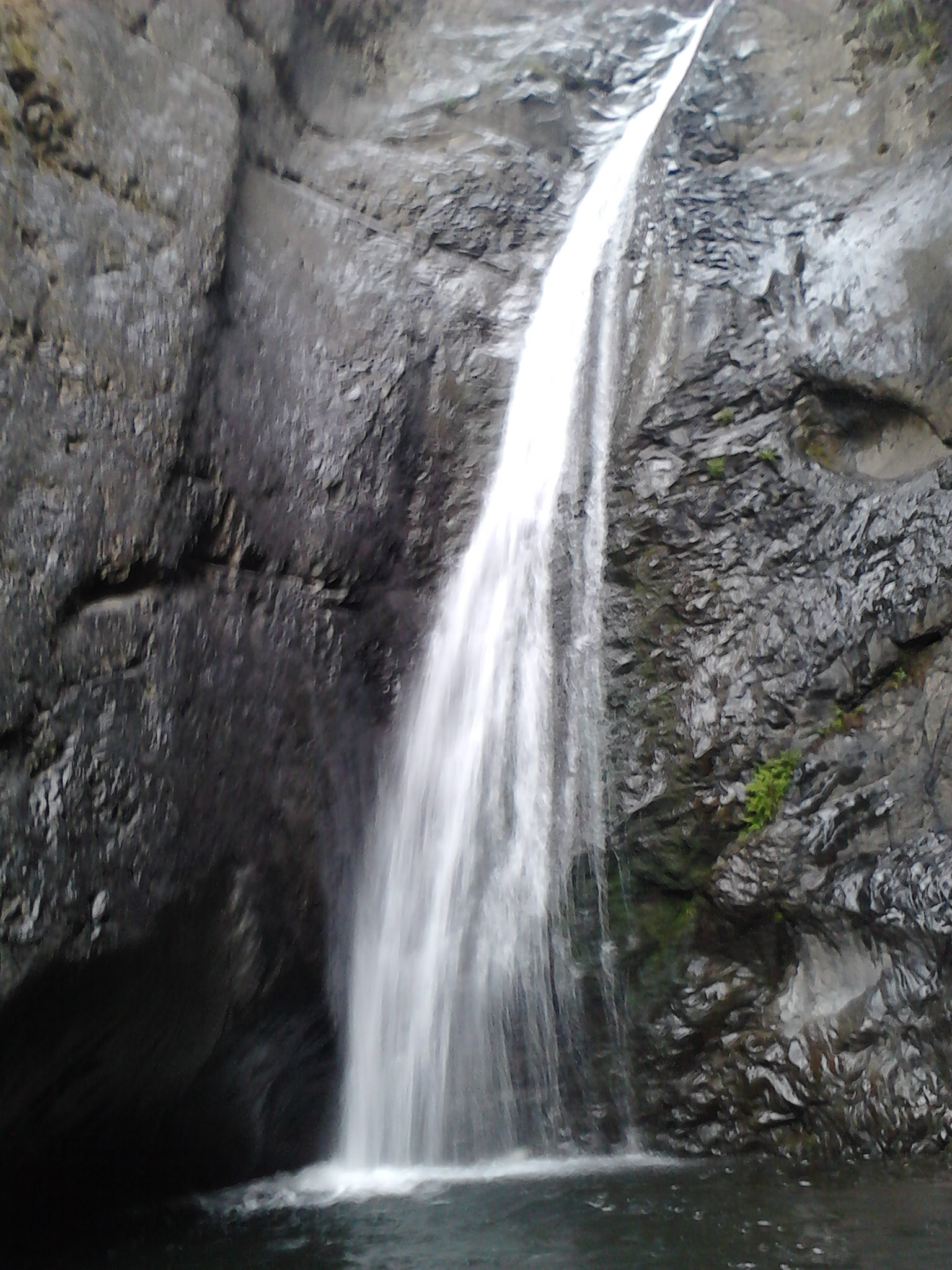
La Catarata Velo de la Novia, es un recurso natural que se encuentra en el pueblo de Obrajillo.

Para llegar a la ciudad de Canta desde Lima es necesario recorrer las avenidas Túpac Amaru o Universitaria en dirección norte; luego de que ambas avenidas se unen a la altura del "km 22" dan inicio a la carretera Lima-Canta, que está casi asfaltada en su totalidad. Se puede abordar los buses desde la puerta 4 de la Universidad de Ingeniería, o los minibuses y colectivos a una cuadra de la comisaría de Carabayllo, en el km 22 de la Av. Túpac Amaru.
Esta provincia se conecta principalmente con la capital, a través de la mejorada carretera Lima-Canta y de sus emisoras de radio de cobertura nacional.
Canta es un pueblo andino situado a 104 km y 2:37 horas del Cercado de Lima, cuenta con sol casi todo el año, paisajes y parajes naturales idóneos para el turismo. A 7 min al sur de la ciudad de Canta, está el pueblo de Pariamarca que es ideal para el turismo familiar, ecológico y vivencial, donde pueden apreciarse labores ganaderas en sus bellos pastizales y de acuicultura en su piscigranja comunal de truchas en el km 73; también, producción basada en lácteos y comercialización de carnes de res, truchas y ovejas. Además, Pariamarca está a la vanguardia con sus eventos de Ferias Agropecuarias y Gastronómicas sobre la base de su producción ecológica de granos y frutas orgánicas. Por otro lado, a 6 min al norte de Canta encontrará el pueblo de Obrajillo que ofrece lugares turísticos como el Mirador en San Miguel, las cataratas, el criadero de truchas y muchas cosas más. Allí podrá disfrutar de la pachamanca, las truchas, los quesos, la patazca y el tierno choclo del lugar.

## Demografía
En 2017 Canta tenía una población de 1646 habitantes y 716 viviendas.
| Gráfica de evolución demográfica de Canta entre 1993 y 2017 |
|                                                             |
| Fuentes: Población 1993 y 2017                              |

## Hidrosfera y atmósfera
El río Chillón, otro de las entradas de materias inorgánicas. Y a la vez modelador principal de todo el valle por el que recorre. La Viuda, lugar en donde descansa la laguna Chuchún, a más de 4.000 m s. n. m., y es uno de los principales afluentes del río Chillón, que es el causante de toda la vida ecológica a lo largo de su cuenca. 
El complejo conjunto de fenómenos atmosféricos entendido como el agradable clima de la región. El clima es sumamente variado, no solo por los cambios estacionales, sino, principalmente, porque el territorio comprende pisos ecológicos diversos: Yunga, quechua, Suni y Puna. La temperatura varía, en la parte baja del valle el promedio anual es bastante cálido 18.5 °C, mientras que en la cordillera llega a ser 0 °C. El promedio de la precipitación pluvial anual es de 465 mm.

## Geósfera
La región de Canta tiene una topografía variada. En la región andina, que abarca la mayoría de su territorio tiene un relieve muy complejo, formado por las montañas altas. Colina roja en las regiones de quechua y de suni. Estas están cubiertas por la nieve. La Viuda, juntamente con ella una gama de montañas que se encuentran en la región de Janca. Las tierras planas andinas altas extensas como las que se encuentran en Jacaybamba en la región de la jalca. Los gorges profundos huecos como lo podemos apreciar el Pacrón en la región de quechua. Finalmente los valles y las colinas interandinas de relieve menos caprichoso, terrenos que en su mayoría son habitados. Podemos ver los poblados tales como Yangas, Santa Rosa de Quives, Tambo, Obrajillo, Acochaca, etc. Por otro lado los suelos que en su mayoría son relativamente ácidos, pero aprovechables en la agricultura, se localizan en las partes bajas. Además, la flora, la fauna y el hombre con sus actividades se desarrollan sobre su superficie.

## Elementos antrópicos
En este grupo tenemos al hombre como actor principal del geosistema canteño. Junto con él las actividades distintas que realiza. La población en general con toda su organización social y política. Pero más adelante abordaremos estos temas aunque sea de manera muy sucinta para darnos una idea general. 
El sol incide en la región con mayor luminosidad e intensidad, por lo que al menos hay 3000 horas de presencia solar dándole una temperatura promedia que fluctúa entre los 17 y 25 °C. Además esta presencia solar de la que aquí referimos se da en los meses de verano a la que los lugareños suelen llamarle invierno, dado que mientras en la costa hay abundante calor con brillo solar, en esta zona y en toda la sierra peruana hay lluvias. Los elementos que a continuación trataremos nos ayudarán a comprender el papel del sol en todo este geosistema enfocándolo en la zona canteña.
El clima característico de la provincia de canta es templado seco. Este clima influye de manera singular en la flora, la fauna y hasta en la misma vida humana. Determina una cierta población de especies que se adaptan a la temperatura, a la poca presencia de lluvias, etc. Dándole de este modo la diferencia entre las otras regiones. 
Este clima crea condiciones óptimas para la adaptación de una característica flora y fauna. Por ejemplo. Condiciona la presencia de truchas y algunos calamares que se adaptan perfectamente a las bajas temperaturas del río Chillón. Recurso que luego será aprovechado por el poblador canteño. Influye de manera decisiva en las costumbres de sus pobladores, haciendo que utilicen una vestimenta característica y realicen actividades económicas específicas. 
El río Chillón es otro de los elementos vitales que crea y condiciona la vida de la flora, fauna y la vida del hombre. Esta importancia de la que aquí sugerimos; va desde el tipo de ecosistema, con una población de peces de agua dulce y algunas plantas que crecen, se desarrollan y sirven a los animales como alimento. Hasta la agricultura y la ganadería que practica el poblador. 
Otro de los factores por el que se pueden diferenciar la población de plantas y animales es el tipo de relieve determinado por el valle relativamente estrecho modelado casi en su totalidad por el río que desde las partes altas arrastra materia orgánica e inorgánica que favorece el crecimiento de plantas, ello sirve de alimento a la escasa fauna. Este suelo es aprovechado por los pobladores en la agricultura, la ganadería, la piscicultura y el turismo de deporte y aventura.

## Sociósfera
Los pobladores canteños, en su mayoría se dedican a la agricultura, básicamente cultivan para su subsistencia. Los productos que allí más se siembran son la papa, en algunos lugares como el tambo se cultiva las flores y la alfalfa. Estos dos últimos por lo menos tienen un mercado considerable. Otro tanto de pobladores se dedican a la ganadería y a la crianza de animales domésticos como la gallina, los cerditos, los patos, etc. Uno que otro poblador se dedica a la piscicultura aprovechando las aguas del río Chillón. 
Por otro lado una cierta cantidad de lugareños, básicamente los de la ciudadela se dedican al comercio. Tal es así que han acondicionado sus casas para brindar alojamiento a los turistas, otros han sacado sus caballos para ofrecer un paseíto al visitante. Los comerciantes más formales se dedican a vender artesanía, ropas del lugar y algunos artículos recordatorios. 
La ciudad cuenta con los servicios básicos: luz, agua, teléfono, y algunas cabinas públicas de internet. Tienen varios colegios y un instituto superior. 
La mayoría de pobladores son adultos niños y adolescentes. Los jóvenes, como en la mayoría del interior del país migran a la capital en afán de buscar nuevos horizontes, ya sea estudiando o trabajando. 
En esta región, hasta donde se ha podido apreciar, cuentan con un potencial de recursos naturales y humanos para su aprovechamiento; los suelos, el potencial hidroenergético, la belleza de sus paisajes, los lugares turísticos como Cantamarca y Obrajillo, un óptimo clima para una buena salud, etc. Es más, cuentan con una carretera que facilita el traslado de turistas hasta el lugar y el transporte de algunos de sus productos para el consumo de los capitalinos.

## Reseña histórica
En la zona floreció la remota cultura de los Atavillos. Luego, a principios del siglo XVI, fue dominada por el Inca Pachacútec durante su marcha hacia el norte. Los conquistadores españoles hallaron en Canta una localidad próspera. 
Fue entregada como encomienda a don Nicolás de Ribera, el Mozo. Durante la campaña por la Independencia de la Corona española sus habitantes prestaron un gran apoyo a la causa libertadora. Por ello en el año 1839 fue declarada "heroica villa". 
Canta fue antaño un importante centro de abastos para las minas enclavadas en los andes (Cerro de Pasco).

## Clima
| Parámetros climáticos promedio de Canta | Parámetros climáticos promedio de Canta | Parámetros climáticos promedio de Canta | Parámetros climáticos promedio de Canta | Parámetros climáticos promedio de Canta | Parámetros climáticos promedio de Canta | Parámetros climáticos promedio de Canta | Parámetros climáticos promedio de Canta | Parámetros climáticos promedio de Canta | Parámetros climáticos promedio de Canta | Parámetros climáticos promedio de Canta | Parámetros climáticos promedio de Canta | Parámetros climáticos promedio de Canta | Parámetros climáticos promedio de Canta |
| Mes                                     | Ene.                                    | Feb.                                    | Mar.                                    | Abr.                                    | May.                                    | Jun.                                    | Jul.                                    | Ago.                                    | Sep.                                    | Oct.                                    | Nov.                                    | Dic.                                    | Anual                                   |
| --------------------------------------- | --------------------------------------- | --------------------------------------- | --------------------------------------- | --------------------------------------- | --------------------------------------- | --------------------------------------- | --------------------------------------- | --------------------------------------- | --------------------------------------- | --------------------------------------- | --------------------------------------- | --------------------------------------- | --------------------------------------- |
| Temp. máx. media (°C)                   | 18.7                                    | 18.7                                    | 18.4                                    | 18.9                                    | 18.2                                    | 17.7                                    | 17.5                                    | 17.9                                    | 18                                      | 18.3                                    | 18.7                                    | 18.7                                    | 18.3                                    |
| Temp. media (°C)                        | 12.5                                    | 12.8                                    | 12.4                                    | 12.2                                    | 10.8                                    | 9.7                                     | 9.3                                     | 9.9                                     | 10.7                                    | 11.5                                    | 11.7                                    | 11.9                                    | 11.3                                    |
| Temp. mín. media (°C)                   | 6.4                                     | 7                                       | 6.4                                     | 5.5                                     | 3.5                                     | 1.8                                     | 1.2                                     | 1.9                                     | 3.4                                     | 4.5                                     | 4.8                                     | 5.2                                     | 4.3                                     |
| Precipitación total (mm)                | 61                                      | 84                                      | 106                                     | 22                                      | 2                                       | 0                                       | 0                                       | 0                                       | 2                                       | 10                                      | 9                                       | 28                                      | 324                                     |
| Fuente: climate-data.org                |                                         |                                         |                                         |                                         |                                         |                                         |                                         |                                         |                                         |                                         |                                         |                                         |                                         |